# Superliga 2006/07 (Spanien)
Die Saison 2006/07 war die 33. Spielzeit der Superliga, der höchsten spanischen Eishockeyspielklasse. Meister wurde zum vierten Mal in der Vereinsgeschichte der CG Puigcerdà.

## Hauptrunde

### Modus
In der Hauptrunde absolvierte jede der sechs Mannschaften insgesamt 15 Spiele. Die zwei bestplatzierten Mannschaften qualifizierten sich direkt für das Playoff-Halbfinale, die übrigen vier Mannschaften bestritten zunächst Pre-Playoffs. Der Playoff-Gewinner wurde Meister. Für einen Sieg erhielt jede Mannschaft zwei Punkte, bei einem Unentschieden gab es ein Punkt und bei einer Niederlage null Punkte.

### Tabelle
|    | Klub                 | Sp | S  | U | N  | Tore   | Punkte |
| -- | -------------------- | -- | -- | - | -- | ------ | ------ |
| 1. | CG Puigcerdà         | 15 | 13 | 1 | 1  | 124:51 | 27     |
| 2. | CH Jaca              | 15 | 11 | 1 | 3  | 102:55 | 23     |
| 3. | CH Txuri Urdin       | 15 | 7  | 1 | 7  | 68:72  | 15     |
| 4. | CH Val d’Aran Vielha | 15 | 6  | 2 | 7  | 78:77  | 14     |
| 5. | FC Barcelona         | 15 | 3  | 1 | 11 | 65:101 | 7      |
| 6. | Majadahonda HC       | 15 | 2  | 0 | 13 | 35:112 | 4      |

Sp = Spiele, S = Siege, U = unentschieden, N = Niederlagen, OTS = Overtime-Siege, OTN = Overtime-Niederlage, SOS = Penalty-Siege, SON = Penalty-Niederlage

## Playoffs

### Pre-Playoffs
- Majadahonda HC – CH Txuri Urdin 0:2 (1:5, 2:7)
- FC Barcelona – CH Val d’Aran Vielha 2:1 (5:3, 5:6 n. V., 7:6)

### Halbfinale
- CG Puigcerdà – FC Barcelona 2:0 (4:2, 4:2)
- CH Jaca – CH Txuri Urdin 2:0 (4:3 n. V., 6:4)

### Finale
- CG Puigcerdà – CH Jaca 2:0 (5:4 n. V., 11:3)